# Aviceda
Aviceda (koekoekswouwen) is een geslacht van vogels uit de familie van de havikachtigen (Accipitridae). De wetenschappelijke naam van het geslacht is voor het eerst geldig gepubliceerd in 1836 door William Swainson.

## Soorten
De volgende soorten zijn bij het geslacht ingedeeld:
- Aviceda cuculoides – Afrikaanse koekoekswouw
- Aviceda jerdoni – Jerdons koekoekswouw
- Aviceda leuphotes – Zwarte koekoekswouw
- Aviceda madagascariensis – Madagaskarkoekoekswouw
- Aviceda subcristata – Australische koekoekswouw